# Hartmut Reck
Pour les articles homonymes, voir Reck.
Hartmut Reck (né le 17 novembre 1932 à Berlin, mort le 30 janvier 2001 à Nienburg/Weser) est un acteur allemand.

## Biographie
Hartmut Reck a reçu sa formation à partir de 1951 au studio de jeunes talents de la DEFA et à l'École nationale d'art dramatique de Berlin. Il fait ses débuts sous la direction de Bertolt Brecht au Berliner Ensemble en 1953 et est acteur devant la caméra à partir de 1956, d'abord avec la DEFA. Il incarne à plusieurs reprises des jeunes égarés dans des films de propagande anti-occidentale.
En 1959, il s'installe en Allemagne de l'Ouest. Il travaille surtout pour la télévision. En 1959, il interprète le rôle-titre dans le film Raskolnikov, d'après le roman Crime et Châtiment de Fiodor Dostoïevski.
À partir de 1988, il est connu d'un large public comme le commissaire Ecki Schöller dans la série télévisée Section K3 (de).
Il double de grands acteurs comme Anthony Hopkins, John Hurt, Robert Duvall, Michael Caine, Donald Sutherland, Peter Graves, Patrick Stewart, Franco Nero et Terence Hill.
Hartmut Reck est le père du compositeur de films Nikolaus Glowna (issu d'une relation avec Vera Tschechowa) et de deux filles. Il est décédé des suites d'une crise cardiaque et est enterré au cimetière d'Obermenzing à Munich.

## Filmographie sélective

### Cinéma
- 1956 : Une romance berlinoise
- 1956 : Zwischenfall in Benderath (de)
- 1957 : La police des mineurs intervient
- 1957 : Polonia-Express (de)
- 1957 : Rats des villes
- 1958 : Tatort Berlin (de)
- 1958 : Ein Mädchen von 16 ½ (de)
- 1959 : Tilman Riemenschneider
- 1959 : Ware für Katalonien (de)
- 1959 : Musterknaben (de)
- 1960 : Das Leben beginnt (de)
- 1960 : Der Schleier fiel… (de)
- 1960 : Himmel, Amor und Zwirn
- 1961 : Scandale sur la Riviera
- 1962 : Le Jour le plus long
- 1965 : Le Moine inquiétant

### Téléfilms
- 1959 : Raskolnikoff
- 1960 : Der Groß-Cophta
- 1962 : La Vie de Galilée (de)
- 1962 : Anfrage
- 1962 : Spielsalon
- 1962 : Jeder stirbt für sich allein de Falk Harnack : Karl Hergesell
- 1963 : Bétail de boucherie
- 1963 : Das Ende vom Lied
- 1964 : Ein Sommer – ein Herbst
- 1965 : Une journée - Rapport d'un camp de concentration allemand en 1939 (de)
- 1965 : Glück in Frankreich
- 1966 : Conan Doyle und der Fall Edalji (de)
- 1967 : Les Sables volants
- 1968 : Affäre Dreyfuss
- 1972 : Doppelspiel in Paris
- 1973 : Bauern, Bonzen und Bomben (de)
- 1986 : Quadrille
- 1986 : Mord am Pool (de)
- 1986 : Die Sterne schwindeln nicht

### Séries télévisées
- 1964 : Tim Frazer – Der Fall Salinger (de) (les 6 épisodes)
- 1967-1968 : Der Vater und sein Sohn (13 épisodes)
- 1969 : Die Hupe – Eine Schülerzeitung (de) (13 épisodes)
- 1974 : Gemeinderätin Schumann (de) (13 épisodes)
- 1983 : Tatort: Mord ist kein Geschäft (de)
- 1989-1990 : Das Erbe der Guldenburgs (7 épisodes)
- 1988–2003 : Section K3 (de) (38 épisodes)
- 1996 : Tatort: Wer nicht schweigt, muß sterben (de)